# Remission
Remission er det første studiealbum af amerikanske Mastodon. Remission er et konceptalbum baseret på ild-elementet. Det blev udgivet i 2002 på Relapse Records. 

## Trackliste
1. "Crusher Destroyer" – 2:00
2. "March of the Fire Ants" – 4:25
3. "Where Strides the Behemoth" – 2:55
4. "Workhorse" – 3:45
5. "Ol'e Nessie" – 6:05
6. "Burning Man" – 2:47
7. "Trainwreck" – 7:03
8. "Trampled Under Hoof" – 3:00
9. "Trilobite" – 6:29
10. "Mother Puncher" – 3:49
11. "Elephant Man" – 8:01